# Збаращенко Олександр Петрович
Олекса́ндр Петро́вич Зба́ращенко (1894, місто Сквира, Київська губернія — †22 листопада 1921, містечко Базар, Базарська волость, Овруцький повіт, Волинська губернія) — молодший старшина 4-ї Київської дивізії Армії УНР, Герой Другого Зимового походу.

## Життєпис
Народився у 1894 році у місті Сквира Київської губернії в українській міщанській родині. Закінчив двокласну міську школу та 3-тю Київську школу прапорщиків. Працював писарем. Не входив до жодної партії.
Служив у 31-му курені 4-ї Київської дивізії Армії УНР. Інтернований у табір міста Александров Куявський у Польщі. Під час Другого Зимового походу — молодший старшина 4-ї Київської дивізії.
Потрапив у полон 16 листопада 1921 неподалік міста Базар. Розстріляний більшовиками 22 листопада 1921 року у місті Базар.
Реабілітований 12 березня 1998 року.

## Вшанування пам'яті
- Його ім'я вибите серед інших на Меморіалі Героїв Базару.